# Сюта Любомир Омелянович
Сю́та Любоми́р Омеля́нович (29 листопада 1969, м. Дрогобич, Львівська область — 19 січня 2009, м. Київ) — український хірург, науковець, лікар-діагностик та організатор медичного обслуговування населення. Кандидат медичних наук (2000).

## Біографія
Народився у сім'ї Е. В. Сюти — одного із піонерів наукової етнопедагогіки на теренах колишнього СРСР. Закінчив 1997 р. Тернопільську державну медичну академію (тепер — Тернопільський державний медичний університет імені І. Я. Горбачевського). Впродовж певного часу працював хірургом у Центральній лікарні Переяслав-Хмельницького р-ну Київської обл. Кандидатську дисетрацію «Вплив варіантів гемостазу на вибір хірургічної тактики у хворих на виразкову хворобу, ускладнену кровотечею» захистив 2000 р.
Пішов із життя 2009 року через раптове ускладнення хвороби серця.
Брат Б. О. Сюти.

## Організаційна і викладацька діяльність
Брав участь у відкритті найбільшої в Україні поліклініки, завідував поліклінікою № 1 Подільського ТМО м. Києва, на базі якої, виконуючи обов'язки головного лікаря, заснував новий самостійний заклад охорони здоров'я — Поліклініку № 3 Подільського району м. Києва (2002).
Л. О. Сюта — засновник лікувально-діагностичного центру «Магнетом» (2004) у м. Києві, який після реорганізації перетворився в один із потужних свого часу в Україні центрів магнітно-резонансної томографії. Працював викладачем Національної медичної академії ім. П. Л. Шупика (завуч кафедри хірургії та комбустіології).

## Науковий доробок
Коло наукових інтересів Л. О. Сюти охоплювало актуальні проблеми судинної хірургії та хірургічної тактики лікування хвороб шлунково-кишкового тракту, розробки нових засобів медикаментозного лікування хірургічних хворих, проблеми мануального лікування та новітні засоби техніки масажу.
- Радзіховський А. П., Біляєва О. О., Сюта Л. О. Особливості планування часу проведення лекційних та семінарських занять на циклах інтернатури з фаху «Хірургія» // Збірник наукових праць співробітників КМАПО ім. П. Л. Шупика. — Книга 4. — Випуск 17. — Київ, 2008. — С. 17-19.
- Беляева О. А., Радолицкий С. Е., Сюта Л. Е., Процюк Р. Р., Нечипорук С. Н. Опыт применения свечей Релиф адванс, Релиф ультра и мази Релиф в комплексном лечении геморроя и гнойно-воспалительных заболеваний перианальной области // Здоров'я України. — № 19/1. — 2008. — листопад. — С. 50-51.
- Радзіховський А. П., Сюта Л. О. Застосування ципролету в абдомінальній хірургії в комплексі антибіотикопрофілактики // Клінічна хірургія. — (1921). — 2006. — № 1. — С. 15-16.
- Радзіховський А. П., Знаєвський М. І., Біляєва О. О., Процюк Р. Р., Сюта Л. О., Нешта В. В. Застосування аплікаційного сорбенту «Метроцефасил» для профіліктики нагноєння післяопераційної рани при гострому розповсюдженому перитоніті // Acta medica Leopoliensia (Львівський медичний часопис). — 2006. — Т. 12, № 1. — С. 35-37.
- Біляєва О. О., Процюк Р. Р., Сюта Л. О. До питання про класифікацію перитоніту // Харківська хірургічна школа. — 2005. — № 1.1 (15). — С. 14-16.
- Сюта Л. О. Вибір хірургічної тактики при різних варіантах гемостазу у хворих на гастродуоденальну кровавлячу виразку // Шпитальна хірургія. — 2000 — № 3. — С. 56-63.
- Сюта Л. О. Прогностична оцінка стійкості гемостазу при гастродуоденальній виразковій кровотечі // Вісник наукових досліджень. — 2000. — № 3. — С. 53-56.
- Діагностика змін у системі гемостазу в хворих із гострою шлунково-кишковою кровотечею за результатами турбідіметричного методу Дзюбановський І. Я., Басистюк І. І., Мандзій О. Я., Сюта Л. О. // Шпитальна хірургія. — 1998. — № 4. — С. 69-71.
- Сюта Л. О. Вплив стану місцевого і загального гемостазу на вибір хірургічної тактики при гастродуоденальній кровавлячій виразці // Вестник проблем биологии и медицины. — 1997. — № 8. — С. 104–107.
- Нові підходи до хірургічного лікування гастродуоденальних кровавлячих виразок з врахуванням місцевих та загальних гематотромботичних змін / І. Я. Дзюбановський, І. І. Басистюк, Л. О. Сюта, О. Т. Федорчук, М. В. Бойчак // Матеріали республіканської науково-практичної конференції «Актуальні проблеми невідкладної хірургії органів черевної порожнини та урогенітального тракту». — Київ, 1996. — С. 14-16.
- Сюта Л. О. Особливості оцінки ендоскопічної картини виразкового дефекту для прогнозування можливості рецидиву шлунково-кишкової кровотечі // Здобутки клінічної та експериментальної медицини. Вип. 3. — Тернопіль: Укрмедкнига, 1998. — С. 277–279.
- Сюта Л. О., Бойчак М. В. Особливості оцінки ефективності гемостазу при гастродуоденальній кровавлячій виразці // Здобутки клінічної та експериментальної медицини. Вип. 2. — Тернопіль: Медична академія, 1997. — С. 366–368.
- Сюта Л. О. Стан місцевого і загального гемостазу при різних темпах крововтрати з гастродуоденальної кровавлячої виразки // Збірник статей ХХХІХ підсумкової наукової конференції студентів і молодих вчених медінституту. — Тернопіль: AMBER, 1996. — С. 79-81.
- Значення тромбоцитарного і коагуляційного гемостазу в прогнозуванні перебігу і виборі строків операції при виразкових гастродуоденальних кровотечах / І. Я. Дзюбановський, І. І. Басистюк, О. Я. Мандзій, Л. О. Сюта, В. В. Зеленко // Тези наукової конференції «Досягнення і переспективи клінічної та експериментальної медицини». — Тернопіль: Поліграфіст. — 1995. — С. 200–202.
- Ендоскопічні критерії оцінки стану гемостазу і вибору лікувальної тактики при гострих виразкових гастродуоденальних кровотечах / І. Я. Дзюбановський, І. М. Сюсяйло, Л. О. Сюта, В. В. Зеленко, О. Т. Федорчук // Матеріали міжнародного семінару «Актуальні проблеми гастроентерології та ендоскопії». — Львів: Оксарт, 1995. — С. 32-34.
- Сюта Л. О., Федорчук О. Т. Прогнозування виникнення тромбоемболічних ускладнень після резекцій шлунка та органозберігаючих операцій // Збірник тез… науково-дослідних, творчих, пошукових робіт 1994–1995 років. — Тернопіль, 1995. — С. 53-55.
- Федорчук О. Т., Сюта Л. О. Прогнозування ризику операції і обґрунтування хірургічної тактики при кровавлячих гастродуоденальних виразках у осіб похилого віку операцій // Збірник тез … науково-дослідних, творчих, пошукових робіт 1994–1995 років. — Тернопіль, 1995. — С. 45-46.